# Rashid Ramzi
Rashid Ramzi (arabisch رشيد رمزي Raschid Ramzi, DMG Rašīd Ramzī; * 17. Juli 1980 in Safi) ist ein ehemaliger bahrainischer Leichtathlet marokkanischer Herkunft, der sich auf den Mittelstreckenlauf spezialisiert hat. Er wurde 2005 Doppelweltmeister über 800 und 1500 Meter und gewann 2007 die Silbermedaille über 1500 Meter. Zudem siegte er bei den Asienspielen und Asienmeisterschaften und zählt damit zu den erfolgreichsten bahrainischen Leichtathleten.

## Sportliche Laufbahn
Erste internationale Erfahrungen sammelte Rashid Ramzi im Jahr 1999, als er bei den Juniorenafrikameisterschaften in Tunis in 3:47,13 min die Silbermedaille im 1500-Meter-Lauf gewann. Seit 2002 geht er international für Bahrain an den Start und gewann im selben Jahr in 3:46,41 min die Silbermedaille bei den Asienmeisterschaften in Colombo hinter dem Katarer Abdulrahman Suleiman. Anschließend siegte er in 3:47,33 min bei den Asienspielen in Busan. Im Jahr darauf siegte er in 3:53,18 min über 1500 Meter bei den Arabischen Meisterschaften in Amman und sicherte sich in 1:47,56 min die Bronzemedaille im 800-Meter-Lauf hinter dem Sudanesen Ismail Ahmed Ismail und Adam Abdu Adam Ali aus Katar. Kurz darauf siegte er in 3:41,66 min bei den Asienmeisterschaften in Manila über 1500 Meter. 2004 siegte er in 1:48,03 min und 3:55,73 min über 800 und 1500 Meter bei den erstmals ausgetragenen Hallenasienmeisterschaften in Teheran und gewann anschließend bei den Hallenweltmeisterschaften in Budapest in 1:46,15 min die Silbermedaille hinter dem Südafrikaner Mbulaeni Mulaudzi und stellte damit einen neuen Asienrekord auf. Im August nahm er an den Olympischen Spielen in Athen teil und schied dort mit 3:44,60 min im Halbfinale über 1500 Meter aus.
Bei den Crosslauf-Weltmeisterschaften 2005 in Saint-Étienne lief er nach 12:22 min auf den 32. Platz im Kurzrennen ein. Im August siegte er bei den Weltmeisterschaften in Helsinki in 1:44,24 min über 800 Meter sowie in 3:37,88 min auch über 1500 Meter. Damit war er der erste Leichtathlet, dem bei Weltmeisterschaften ein Double über 800 und 1500 Meter gelang. Dies hatten zuvor nur zwei Mittelstreckler bei Olympischen Spielen erreicht: der Neuseeländer Peter Snell an den Olympischen Spielen 1964 und Albert Hill an den Olympischen Spielen 1920. Im Jahr darauf verbesserte er den Asienrekord über 1500 Meter auf 3:29,14 min und gewann bei den Asienspielen in Doha in 3:38,91 min die Bronzemedaille über 1500 Meter hinter dem Katarer Daham Najim Bashir und Belal Mansoor Ali aus Bahrain. 2007 gewann er bei den Weltmeisterschaften in Osaka in 3:35,00 min die Silbermedaille über 1500 Meter hinter dem US-Amerikaner Bernard Lagat und schied über 800 Meter mit 1:47,76 min im Halbfinale aus. Im Jahr darauf belegte er bei den Hallenweltmeisterschaften in Valencia in 3:40,26 min den fünften Platz über 1500 Meter. Bei den Olympischen Spielen 2008 in Peking kam Ramzi über 1500 Meter als Erster ins Ziel. Am 29. April 2009 bestätigte das Nationale Olympische Komitee von Bahrain, dass Ramzi bei Nachkontrollen von Dopingproben, die während der Olympischen Spiele von Peking 2008 genommen worden waren, positiv auf das EPO-Mittel CERA getestet worden ist. Auch in der B-Probe wurde CERA gefunden. Daraufhin wurde ihm die olympische Goldmedaille aberkannt und die IAAF sperrte ihn für zwei Jahre.
Bei einem Autounfall in der Nähe von Rabat am 19. Januar 2013 wurde er schwer verletzt. Sein Trainingspartner Abderrahim Goumri kam dabei ums Leben. Im Juli erreichte er bei den Asienmeisterschaften in Pune das Finale, kam dort aber nicht ins Ziel. Im Jahr darauf gewann er bei den Asienspielen in Incheon in 3:40,95 min die Silbermedaille hinter dem Katarer Mohamad al-Garni. Im August 2015 bestritt er in Belgien seinen offiziellen Wettkampf und beendete daraufhin seine aktive sportliche Karriere im Alter von 35 Jahren.
2001 wurde Ramzi marokkanischer Meister im 1500-Meter-Lauf.

## Persönliche Bestleistungen
- 800 Meter: 1:44,05 min, 17. Juli 2006 in Madrid
  - 800 Meter (Halle): 1:46,15 min, 7. März 2004 in Budapest
- 1500 Meter: 3:29,14 min, 14. Juli 2006 in Rom (Asienrekord)
  - 1500 Meter (Halle): 3:37,31 min, 7. März 2008 in Valencia
- Meile: 3:51,33 min, 4. Juni 2005 in Eugene (bahrainischer Rekord)
- 2 Meilen: 8:13,16 min, 8. Juni 2008 in Eugene (Asienbestleistung)
- 5000 Meter: 13:10,72 min, 13. Juli 2008 in Tanger